# Meishō
Meishō (明正天皇?, Meishō-tennō; 9 gennaio 1624 – 4 dicembre 1696) è stata la 109ª imperatrice del Giappone secondo il tradizionale ordine di successione.

## Biografia
Regnò dal 22 dicembre 1629  sino al 14 novembre 1643. Il suo nome personale era Oki-ko (興子?).
Prima di lei solo altre sei donne erano salite al trono: Jitō, Suiko, Kōgyoku, Genshō, Kōken e Genmei. Era la seconda figlia dell'imperatore Go-Mizunoo, avuta con Tokugawa Masako, figlia dello shōgun Tokugawa Hidetada.